# Pedro Paulo Assumpção
Pedro Paulo Puglisi de Assumpção (ur. 23 września 1935) – brazylijski brydżysta, World Grand Master (WBF).
Pedro Paulo Assumpção, zwany PP, w latach 1989–2005 był niegrającym kapitanem drużyny Brazylii.

## Wyniki brydżowe

### Olimpiady
Na olimpiadach uzyskał następujące rezultaty:
| Olimpiady Brydżowe. Zawody teamów | Olimpiady Brydżowe. Zawody teamów | Olimpiady Brydżowe. Zawody teamów | Olimpiady Brydżowe. Zawody teamów | Olimpiady Brydżowe. Zawody teamów | Olimpiady Brydżowe. Zawody teamów |
| Rok                               | Miejsce                           | Zawody                            | Kategoria                         | Drużyna                           | Pozycja                           |
| --------------------------------- | --------------------------------- | --------------------------------- | --------------------------------- | --------------------------------- | --------------------------------- |
| 2008                              | Pekin                             | 1 Olimpiada Sportów Umysłowych    | Open                              | Brazil                            | 9                                 |
| 1988                              | Wenecja                           | 8. Olimpiada Teamów               | Open                              | Brazil                            | 11                                |
| 1984                              | Seattle                           | 7 Olimpiada Teamów                | Open                              | Brazil                            | 17                                |
| 1980                              | Valkenburg                        | 6 Olimpiada Teamów                | Open                              | Brazil                            | 7                                 |
| 1976                              | Monte Carlo                       | 5. Olimpiada Teamów               | Open                              | Brazil                            | 1                                 |
| 1972                              | Miami Beach                       | 4. Olimpiada Brydżowa             | Open                              | Brazil                            | 16                                |
| 1968                              | Deauville                         | 3. Olimpiada Teamów               | Open                              | Brazil                            | 23                                |

### Zawody światowe
W światowych zawodach zdobył następujące lokaty:
| Mistrzostwa Świata. Konkurencja teamów | Mistrzostwa Świata. Konkurencja teamów | Mistrzostwa Świata. Konkurencja teamów | Mistrzostwa Świata. Konkurencja teamów | Mistrzostwa Świata. Konkurencja teamów | Mistrzostwa Świata. Konkurencja teamów |
| Rok                                    | Miejsce                                | Zawody                                 | Kategoria                              | Drużyna                                | Pozycja                                |
| -------------------------------------- | -------------------------------------- | -------------------------------------- | -------------------------------------- | -------------------------------------- | -------------------------------------- |
| 2003                                   | Monte Carlo                            | 36 Mistrzostwa Świata Teamów           | Seniorzy                               | Brazil/Argentina                       | 9                                      |
| 1982                                   | Biarritz                               | 6 Mistrzostwa Świata                   | Open                                   | Chagas                                 | 45                                     |
| 1979                                   | Rio de Janeiro                         | 24. Mistrzostwa Świata Teamów          | Open                                   | Brazil                                 | 6                                      |
| 1978                                   | Nowy Orlean                            | 5 Mistrzostwa Świata                   | Open                                   | Chagas                                 | 2                                      |
| 1976                                   | Monte Carlo                            | 22. Mistrzostwa Świata Teamów          | Open                                   | Brazil                                 | 4                                      |
| 1975                                   | Southampton                            | 21. Mistrzostwa Świata Teamów          | Open                                   | Brazil                                 | 5                                      |
| 1974                                   | Wenecja                                | 20 Mistrzostwa Świata Teamów           | Open                                   | Brazil                                 | 3                                      |
| 1973                                   | Guarujá                                | 19 Mistrzostwa Świata Teamów           | Open                                   | Brazil                                 | 3                                      |
| 1971                                   | Tajpej                                 | 18. Mistrzostwa Świata Teamów          | Open                                   | Brazil                                 | 5                                      |
| 1970                                   | Sztokholm                              | 17. Mistrzostwa Świata Teamów          | Open                                   | Brazil                                 | 4                                      |
| 1969                                   | Rio de Janeiro                         | 16 Mistrzostwa Świata Teamów           | Open                                   | Brazil                                 | 5                                      |

## Klasyfikacja
- Pedro Paulo Assumpção – klasyfikacja WBF (ang.)